# 7224 Vesnina
A 7224 Vesnina (ideiglenes jelöléssel 1982 TK3) a Naprendszer kisbolygóövében található aszteroida. Ljudmila Vasziljevna Zsuravljova fedezte fel 1982. október 15-én.